# Алфа Ромео 50
Алфа Ромео 50 е първият камион на компанията Алфа Ромео произведен в товарното ѝ подразделение. Производството му започва през 1931 г. и приключва през 1934 г. Дължината му е 8,95 m а широчината 2,45 m. Дизеловият мотор е с мощност 80 к.с. Максималната скорост е 33 km/h.

## Производство
От модела се произведени 115 броя.